# Тънка бара
Тънка бара е село в Южна България. То се намира в община Неделино, област Смолян.

## География
Село Тънка бара се намира в планински район.
Тънка бара е много малко село разположено в долината на Мазълска река. Над селцето се намира най-голямото неделинско село Гърнати.